# 오자와촌
오자와촌(일본어: 尾沢村)은 일본 군마현 간라군에 설치되었던 촌이다. 현재의 난모쿠촌에 해당한다.